# 幼稚園・保育所の時間
幼稚園・保育所の時間（ようちえん・ほいくしょのじかん）は、NHK教育テレビジョンで1956年4月9日から2011年3月26日まで放送されていた、国の幼稚園教育要領・保育所保育指針に基づき制作された未就学児向けの教育番組枠である。
番組枠の解消により、Eテレキッズに移行して、2011年4月から2023年3月までは「幼稚園・保育所向け番組」として、2023年4月以降は「幼稚園・保育所・こども園向け番組」として扱われている。

## 概要
学校放送同様に年間20本の新作を放送し、夏休み・冬休み・春休みは、テレビクラブ内で前の学期の放送を再放送する編成となる。これは、後述のリストラ後も過去の再放送回が増えてはいるものの基本的に変わらない。
独立枠として位置づけられていた当時は、小学校以上を対象とした学校放送番組と同じ平日午前に放送し、曜日毎に異なるジャンルの番組が放送された。1990年代以降本放送の時間は月曜日から金曜日までの10:30 - 10:45で、再放送が月曜日から金曜日までの9:15 - 9:30からとなっていた（2009年度を除く）。但し、新学期最初の週は暦の関係で9:15枠が初回放送となる場合もあった。また、2009年度に関しては月曜日から金曜日までの9:15 - 9:30が幼児向け帯番組『みいつけた!』に置き換えられていた（2010年度以降はEテレキッズでの放送へ移行）関係で、10:30枠のみの放送となった。
1990年度から1994年度まではこの枠が『ともだちいっぱい』として統一されていたが、1995年度からは『つくってあそぼ』などそれぞれ独立する形で廃止となった。『ともだちいっぱい』開始に際しては、『できるかな』のような小学生以上の間でも隠れた人気番組が廃止されたため、一部にこれを惜しむ声や反発もあった。
2006年度までは土曜日にも設けられており、1994年度までは平日とほぼ同様の放送形態であったが、学校週休2日制の影響もあって1995年度からは学校放送自体が9:00 - 10:00の1時間に短縮されたこともあり、土曜日の本放送枠は9:00 - 9:15に変更となった。その後、2003年度に9:15枠が廃止されて9:00枠の1枠だけが残り、これが廃枠まで続いた。
Eテレ大規模改編による廃枠
近年の少子化などの流れを受け、学校放送枠は減少する一方にある。加えて、2011年度は東日本大震災の影響を受けた東北3県を除き、テレビジョン放送が完全にデジタル化されたこともあって、NHKは媒体を問わず抜本的な再編に乗り出した。
少子化の加速、いわゆる「幼・保一体化」政策、テレビ以外の分野も含めたデジタル化の進展に伴い、NHKは学校放送の在り方を見直し、「テレビ・ラジオ番組として」から、「デジタルコンテンツとして」の提供に方針を転換。学校放送枠自体が9:00 - 10:15に縮小、更にはPCサイトとの連動を重視する姿勢に転じた。理科・社会系の番組は、内容の一部をPCサイトでビデオクリップとして提供している。
未就学児の枠については、より柔軟かつ効率的な番組作りが求められるようになり、その流れを汲んで『幼稚園・保育所の時間』は『Eテレキッズ』に移行・統合する形で廃枠とし、この中で抜本的再編成を実施することとなった。『幼保の時間』で扱われていた番組については、年度上半期は、土曜日朝と夕方（『ピタゴラスイッチ・フル』のみ）を本放送、翌週夕方を再放送とする編成がなされていたが、早くも下半期、週末に娯楽系番組を強化する方針が示された影響で、『ピタゴラスイッチ・フル』が『‐ミニ』の金曜日の放送及び一部番組廃枠のうえで金曜日夕方に移される措置が取られた。
この廃枠に先立ち、NHK出版は幼稚園教諭・保育士向けに発行していた番組テキスト『幼稚園・保育所の時間』を2008年度を最後として事実上廃刊した。代わりに、NHKが外部リンクのサイト上でアドビ社PDFフォーマットによる『幼稚園・保育所向け番組と利用のてびき』（番組利用の手引書）を公開していたが、NHK出版発行の小学校教諭向け番組テキスト『学校放送』を2013年度限りで廃刊するのを機に、2014年度以降は従来の『学校放送』及び『学校放送番組利用の手引き』『幼稚園・保育所向け番組と利用のてびき』を『NHK for School 利用ガイド』に統合する形になった（アドビ社PDFフォーマットにより公開されている）。

またNHKも、『おかあさんといっしょ』『いないいないばあっ!』のように、本項目の定義から外れていた番組についても教育的効果が高いものであれば、“幼稚園・保育所向け”として扱い、教育保育活用事例として紹介している。
廃枠後も『Eテレキッズ』に“幼稚園・保育所向け番組”として引き継がれたのは以下の3番組だけである。
- しぜんとあそぼ
- つくってあそぼ
- ピタゴラスイッチ

なお『みいつけた!』は『Eテレキッズ』移行が廃枠前の2010年であった。また、上記のうち『つくってあそぼ』は2012年度分をもって終了、『しぜんとあそぼ』も2021年度分をもって終了した為、2022年度以降も『幼稚園・保育所の時間』時代から継続する番組は『ピタゴラスイッチ』のみとなっている。

## 放送時間の変遷
| 期間                   | 放送時間                |
| ---------------------- | ----------------------- |
| 1956年4月 - 1956年12月 | 曜・曜・月曜11:30-11:50 |
| 1957年1月 - 1957年04月 | 曜・月・火曜11:30-11:50 |
| 1957年5月 - 1958年03月 | 月・水・金曜11:10-11:30 |
| 1958年4月 - 1960年03月 | 月・水・金曜11:00-11:15 |

| 開始年月  | 月          | 火          | 水          | 木          | 金          | 土                           | その他                       |                              |                              |                              |                              |                              |
| --------- | ----------- | ----------- | ----------- | ----------- | ----------- | ---------------------------- | ---------------------------- | ---------------------------- | ---------------------------- | ---------------------------- | ---------------------------- | ---------------------------- |
| 1960年4月 | 11:00-11:15 | 10:45-11:00 | 11:00-11:15 | 10:45-11:00 | 11:00-11:15 | 10:45-11:00                  |                              |                              |                              |                              |                              |                              |
| 1964年4月 | 10:45-11:00 | 10:45-11:00 | 10:45-11:00 | 10:45-11:00 | 10:45-11:00 | 10:45-11:00                  | 月 - 土曜09:45-10:00         |                              |                              |                              |                              |                              |
| 1969年4月 | 10:30-10:45 | 10:30-10:45 | 10:30-10:45 | 10:30-10:45 | 10:30-10:45 | 10:30-10:45                  | 月 - 土曜09:00-09:15         |                              |                              |                              |                              |                              |
| 1972年4月 | 10:30-10:45 | 10:30-10:45 | 10:30-10:45 | 10:30-10:45 | 10:30-10:45 | 10:30-10:45                  | 月 - 土曜09:15-09:30         |                              |                              |                              |                              |                              |
| 1995年4月 | 10:30-10:45 | 10:30-10:45 | 10:30-10:45 | 10:30-10:45 | 10:30-10:45 | 09:00-09:15                  | 月 - 土曜09:15-09:30         |                              |                              |                              |                              |                              |
| 2003年4月 | 10:30-10:45 | 10:30-10:45 | 10:30-10:45 | 10:30-10:45 | 10:30-10:45 | 09:00-09:15                  | 月 - 金曜09:15-09:30         |                              |                              |                              |                              |                              |
| 2011年4月 | 10:30-10:45 | 10:30-10:45 | 10:30-10:45 | 10:30-10:45 | 10:30-10:45 | 「幼稚園・保育所の時間」廃枠 | 「幼稚園・保育所の時間」廃枠 | 「幼稚園・保育所の時間」廃枠 | 「幼稚園・保育所の時間」廃枠 | 「幼稚園・保育所の時間」廃枠 | 「幼稚園・保育所の時間」廃枠 | 「幼稚園・保育所の時間」廃枠 |

## 曜日別番組
下記の番組一覧にある番組と曜日はいずれも学校放送枠の「幼保の時間」における本放送を示している。放送時間は「放送時間の変遷」の節を参照。
「幼保の時間」廃止後の2011年度以降は「Eテレキッズ」のうち、土曜朝が本放送の「幼稚園・保育所向け番組」の平日再放送を示しており、放送時間は平日の15:45〜16:00である。

太字は「幼保の時間」と「学校放送（小学校低学年向け）」の双方を対象とした番組である。
| ジャンル凡例 | ■道徳・生活指導 | ◎物語 | ★図画工作 | ◇自然科学 | ▲数量 | ♪音楽 | ▽社会見学 |

| 月                           | 火                      | 水                     | 年度 | 木                  | 金                                           | 土                               |
| ---------------------------- | ----------------------- | ---------------------- | ---- | ------------------- | -------------------------------------------- | -------------------------------- |
| ■みんないっしょに            | -                       | ◎人形劇                | 1957 | -                   | ♪リズムあそび                                | -                                |
| ■みんないっしょに            | -                       | ◎人形劇                | 1958 | -                   | ♪リズムあそび                                | -                                |
| ■みんないっしょに            | -                       | ◎人形劇                | 1959 | -                   | ◇おててつないで                              | -                                |
| ■みんないっしょに            | ★できたできた           | ◎人形劇                | 1960 | ◎スピードさるくん   | ◇おててつないで                              | ▽かっちゃん                      |
| ■みんないっしょに            | ★できたできた           | ◎人形劇                | 1961 | ◎ポロロンえほん     | ◇おててつないで                              | ▽かっちゃん                      |
| ■みんないっしょに            | ★できたできた           | ◎人形劇                | 1962 | ◎ふたごのこぐま     | ◇おててつないで                              | ▽きたきたきたよ                  |
| ■みんないっしょに            | ★できたできた           | ◎人形劇                | 1963 | ♪ドレミファ船長     | ◇おててつないで                              | ▽きたきたきたよ                  |
| ■みんないっしょに            | ◎おじさんおはなししてよ | ◎人形劇                | 1964 | ♪ドレミファ船長     | ◇おててつないで                              | ▽きたきたきたよ                  |
| ■みんないっしょに            | ◎おじさんおはなししてよ | ◎人形劇                | 1965 | ♪ドレミファ船長     | ◇おててつないで                              | ▽きたきたきたよ                  |
| 月                           | 火                      | 水                     | 年度 | 木                  | 金                                           | 土                               |
| ■くまのこバンブ              | ★なにしてあそぼう       | ◎にんぎょうげき        | 1966 | ♪なかよしリズム     | ◇よくみよう                                  | ▽いってみたいな                  |
| ■くまのこバンブ              | ★なにしてあそぼう       | ◎にんぎょうげき        | 1967 | ♪なかよしリズム     | ◇よくみよう                                  | ▽いってみたいな                  |
| ■くまのこバンブ              | ★なにしてあそぼう       | ◎にんぎょうげき        | 1968 | ♪なかよしリズム     | ◇よくみよう                                  | ▽いってみたいな                  |
| ■ちびっこモグ                | ★なにしてあそぼう       | ◎にんぎょうげき        | 1969 | ♪なかよしリズム     | ◇よくみよう                                  | ▽いってみたいな                  |
| ■ちびっこモグ                | ★できるかな             | ◎にんぎょうげき        | 1970 | ♪なかよしリズム     | ◇よくみよう                                  | ▽いってみたいな                  |
| ■ちびっこモグ                | ★できるかな             | ◎にんぎょうげき        | 1971 | ♪なかよしリズム     | ◇よくみよう                                  | ▽いってみたいな                  |
| ■じんざえもんと5人のともだち | ★できるかな             | ◎にんぎょうげき        | 1972 | ♪なかよしリズム     | ◇みんなのせかい                              | ▲びっくりばこドン                |
| ■プルルくん                  | ★できるかな             | ◎にんぎょうげき        | 1973 | ♪なかよしリズム     | ◇みんなのせかい                              | ▲びっくりばこドン                |
| ■プルルくん                  | ★できるかな             | ◎にんぎょうげき        | 1974 | ♪なかよしリズム     | ◇みんなのせかい                              | ▲びっくりばこドン                |
| ■プルルくん                  | ★できるかな             | ◎にんぎょうげき        | 1975 | ♪なかよしリズム     | ◇みんなのせかい                              | ▲びっくりばこドン                |
| ■風の子ケーン                | ★できるかな             | ◎にんぎょうげき        | 1976 | ♪なかよしリズム     | ◇みんなのせかい                              | ▲びっくりばこドン                |
| ■風の子ケーン                | ★できるかな             | ◎にんぎょうげき        | 1977 | ♪なかよしリズム     | ◇みんなのせかい                              | ▲びっくりばこドン                |
| ■ペペとミミ                  | ★できるかな             | ◎にんぎょうげき        | 1978 | ♪なかよしリズム     | ◇みんなのせかい                              | ▲びっくりばこドン                |
| ■ペペとミミ                  | ★できるかな             | ◎にんぎょうげき        | 1979 | ♪なかよしリズム     | ◇みんなのせかい                              | ▲びっくりばこドン                |
| ■ペペとミミ                  | ★できるかな             | ◎にんぎょうげき        | 1980 | ♪なかよしリズム     | ◇みんなのせかい                              | ▲ばくさんのかばん                |
| ■川の子クークー              | ★できるかな             | ◎にんぎょうげき        | 1981 | ♪なかよしリズム     | ◇みんなのせかい                              | ▲ばくさんのかばん                |
| ■川の子クークー              | ★できるかな             | ◎にんぎょうげき        | 1982 | ♪なかよしリズム     | ◇みんなのせかい                              | ▲ばくさんのかばん                |
| ◎にんぎょうげき              | ★できるかな             | ■おーい!はに丸         | 1983 | ♪なかよしリズム     | ◇みんなのせかい                              | ▲ばくさんのかばん                |
| ◎にんぎょうげき              | ★できるかな             | ■おーい!はに丸         | 1984 | ♪なかよしリズム     | ◇みんなのせかい                              | ▲ばくさんのかばん                |
| ◎にんぎょうげき              | ★できるかな             | ■おーい!はに丸         | 1985 | ♪なかよしリズム     | ▲ばくさんのかばん                            | ◇みてごらん                      |
| ◎にんぎょうげき              | ★できるかな             | ■おーい!はに丸         | 1986 | ♪なかよしリズム     | ▲ばくさんのかばん                            | ◇みてごらん                      |
| ◎にんぎょうげき              | ★できるかな             | ■おーい!はに丸         | 1987 | ♪なかよしリズム     | ◇みてごらん                                  | ▲ピコピコポン                    |
| ◎にんぎょうげき              | ★できるかな             | ■おーい!はに丸         | 1988 | ♪プルプルプルン     | ◇ピックンとアップン                          | ▲ピコピコポン                    |
| ◎にんぎょうげき              | ★できるかな             | ▲ピコピコポン          | 1989 | ■やっぱりヤンチャー | ◇ピックンとアップン                          | ♪プルプルプルン                  |
| 月                           | 火                      | 水                     | 年度 | 木                  | 金                                           | 土                               |
| ◎こどもにんぎょう劇場        | ▲ピコピコポン           | ★つくってあそぼ        | 1990 | ■なかよくあそぼ     | ◇しぜんとあそぼ                              | ♪うたってあそぼ                  |
| ◎こどもにんぎょう劇場        | ▲かずとあそぼ           | ★つくってあそぼ        | 1991 | ■なかよくあそぼ     | ◇しぜんとあそぼ                              | ♪うたってあそぼ                  |
| ◎こどもにんぎょう劇場        | ▲かずとあそぼ           | ★つくってあそぼ        | 1992 | ■なかよくあそぼ     | ◇しぜんとあそぼ                              | ♪うたってあそぼ                  |
| ◎こどもにんぎょう劇場        | ▲かずとあそぼ           | ★つくってあそぼ        | 1993 | ■なかよくあそぼ     | ◇しぜんとあそぼ                              | ♪うたってあそぼ                  |
| ◎こどもにんぎょう劇場        | ▲マホマホだいぼうけん   | ★つくってあそぼ        | 1994 | ■わいわいドンブリ   | ◇しぜんとあそぼ                              | ♪うたってあそぼ                  |
| ◎こどもにんぎょう劇場        | ★つくってあそぼ         | ■わいわいドンブリ      | 1995 | ◇しぜんとあそぼ     | ♪うたってオドロンパ                          | ◇なんでもQ                       |
| ◎こどもにんぎょう劇場        | ★つくってあそぼ         | ■わいわいドンブリ      | 1996 | ◇しぜんとあそぼ     | ♪うたってオドロンパ                          | ◇なんでもQ                       |
| ◎こどもにんぎょう劇場        | ★つくってあそぼ         | ■たっくんのオモチャ箱  | 1997 | ◇しぜんとあそぼ     | ♪うたってオドロンパ                          | ◇なんでもQ                       |
| ◎こどもにんぎょう劇場        | ★つくってあそぼ         | ■たっくんのオモチャ箱  | 1998 | ◇しぜんとあそぼ     | ♪うたっておどろんぱ SING ALONG! DANCE ALONG! | ◇なんでもQ                       |
| ◎こどもにんぎょう劇場        | ★つくってあそぼ         | ■たっくんのオモチャ箱  | 1999 | ◇しぜんとあそぼ     | ♪うたっておどろんぱ SING ALONG! DANCE ALONG! | ◇なんでもQ                       |
| ◎こどもにんぎょう劇場        | ★つくってあそぼ         | ■ぼうけん!メカラッパ号 | 2000 | ◇しぜんとあそぼ     | ♪うたっておどろんぱ SING ALONG! DANCE ALONG! | ◇なんでもQ                       |
| ◎こどもにんぎょう劇場        | ★つくってあそぼ         | ■ぼうけん!メカラッパ号 | 2001 | ◇しぜんとあそぼ     | ♪うたっておどろんぱ!                         | ◇なんでもQ                       |
| ◎こどもにんぎょう劇場        | ★つくってあそぼ         | ▲ピタゴラスイッチ      | 2002 | ◇しぜんとあそぼ     | ♪うたっておどろんぱ!                         | ◇なんでもQ                       |
| ◎こどもにんぎょう劇場        | ★つくってあそぼ         | ▲ピタゴラスイッチ      | 2003 | ◇しぜんとあそぼ     | ◇なんでもQ                                   | ♪うたっておどろんぱ!             |
| ◎こどもにんぎょう劇場        | ★つくってあそぼ         | ▲ピタゴラスイッチ      | 2004 | ◇しぜんとあそぼ     | ■わたしのきもち                              | ♪うたっておどろんぱ!             |
| ◎こどもにんぎょう劇場        | ★つくってあそぼ         | ▲ピタゴラスイッチ      | 2005 | ◇しぜんとあそぼ     | ■わたしのきもち                              | ♪うたっておどろんぱ!             |
| ◎こどもにんぎょう劇場        | ★つくってあそぼ         | ▲ピタゴラスイッチ      | 2006 | ◇しぜんとあそぼ     | ■わたしのきもち                              | ♪あいのて                        |
| ◎こどもにんぎょう劇場        | ★つくってあそぼ         | ▲ピタゴラスイッチ      | 2007 | ◇しぜんとあそぼ     | ■わたしのきもち                              | モリゾー・キッコロ 森へいこうよ! |
| ◎こどもにんぎょう劇場        | ★つくってあそぼ         | ▲ピタゴラスイッチ      | 2008 | ◇しぜんとあそぼ     | ■わたしのきもち                              | モリゾー・キッコロ 森へいこうよ! |
| ◎こどもにんぎょう劇場        | ★つくってあそぼ         | ▲ピタゴラスイッチ      | 2009 | ◇しぜんとあそぼ     | ■わたしのきもち                              | ※早朝枠                          |
| ◎こどもにんぎょう劇場        | ★つくってあそぼ         | ▲ピタゴラスイッチ      | 2010 | ◇しぜんとあそぼ     | ◇しぜんとあそぼ                              | ※早朝枠                          |

## 道徳・生活指導をテーマとした番組
多彩な着ぐるみ及びマペットキャラを用いたものが中心。
1話完結のものもあれば、1年間通しの連続劇もある。
番組一覧
| 番組名                          | 放送期間                      |
| ------------------------------- | ----------------------------- |
| みんないっしょに                | 1956年4月16日 - 1965年3月16日 |
| くまのこバンブ                  | 1966年4月10日 - 1968年3月17日 |
| ちびっこモグ                    | 1969年4月14日 - 1972年3月13日 |
| じんざえもんと5人のともだち     | 1972年4月10日 - 1973年3月12日 |
| プルルくん                      | 1973年4月9日 - 1976年3月15日  |
| 風の子ケーン                    | 1976年4月12日 - 1978年3月13日 |
| ペペとミミ                      | 1978年4月10日 - 1981年3月16日 |
| 川の子クークー                  | 1981年4月6日 - 1983年3月14日  |
| おーい!はに丸                   | 1983年4月13日 - 1989年3月8日  |
| やっぱりヤンチャー              | 1989年4月3日 - 1990年3月15日  |
| ともだちいっぱい なかよくあそぼ | 1990年4月3日 - 1994年3月30日  |
| わいわいドンブリ                | 1994年4月5日 - 1997年3月5日   |
| たっくんのオモチャ箱            | 1997年4月9日 - 2000年3月8日   |
| ぼうけん!メカラッパ号           | 2000年4月11日 - 2002年3月6日  |
| わたしのきもち                  | 2004年4月8日 - 2010年3月19日  |

## 物語をテーマにした番組
幼児向け「国語」番組。
昔話や童話を人形劇で再現したものを中心に放送される。
基本的に内容はタイトル変遷によって大きく変わってはいないが、『こどもにんぎょう劇場』は、直接の前番組『にんぎょうげき』と、学校放送番組として低学年向けに放送されていた『おとぎのへや』を統合した番組であるため、「幼稚園・保育所の時間」と「学校放送」の双方に属しているという、当時としては珍しい形態となっていた。

番組一覧
| 番組名                 | 放送期間                      |
| ---------------------- | ----------------------------- |
| にんぎょうげき         | 1956年4月9日 - 1990年3月14日  |
| スピードさるくん       | 1960年4月7日 - 1961年3月16日  |
| ポロロンえほん         | 1961年4月13日 - 1962年3月15日 |
| ふたごのこぐま         | 1962年4月12日 - 1964年3月14日 |
| おじさんおはなししてよ | 1964年4月7日 - 1966年4月5日   |
| こどもにんぎょう劇場   | 1990年4月2日 - 2011年3月7日   |

## 図画工作をテーマとした番組
身の回りのものを使った工作と、それを使った遊びの楽しさを伝えるというコンセプト。
この枠はロングラン番組が多いのが特徴で、「ノッポさん」||高見のっぽ、『なにしてあそぼう』『できるかな』）や「ワクワクさん」||久保田雅人、『つくってあそぼ』）はともに20年以上の長きに渡って視聴者に親しまれた。
番組一覧
| 番組名                          | 放送期間                      |
| ------------------------------- | ----------------------------- |
| できたできた                    | 1960年4月5日 - 1964年3月17日  |
| なにしてあそぼう                | 1966年4月12日 - 1970年3月28日 |
| できるかな                      | 1970年4月8日 - 1990年3月6日   |
| ともだちいっぱい つくってあそぼ | 1990年4月4日 - 1995年3月22日  |
| つくってあそぼ                  | 1995年4月10日 - 2013年3月30日 |

## 自然科学をテーマとした番組
幼児向け「理科」番組。
自然界に生きる動物・植物の生態、四季の自然を取り上げるドキュメンタリータッチの番組。

『みんなのせかい』は複数の前番組を統合し開始された経緯から、自然科学分野のほか建築物や乗り物・地理なども扱った。
『ピックンとアップン』『ともだちいっぱい しぜんとあそぼ』では遊びや歌のコーナー、解説を担当するレギュラーキャラクターを登場させていたが、内容を変更した1995年度以降の『しぜんとあそぼ』は元のドキュメンタリースタイルに戻っている。
なお、『しぜんとあそぼ』は純粋な幼稚園・保育所向け番組では放送期間が32年間と最長の番組となった。

なお、1995 - 2003年度には『しぜんとあそぼ』と『なんでもQ』の2番組が並行して放送された。
番組一覧
| 番組名                          | 放送期間                      |
| ------------------------------- | ----------------------------- |
| おててつないで                  | 1959年4月17日 - 1966年3月15日 |
| よくみよう                      | 1966年4月8日 - 1972年3月17日  |
| みんなのせかい                  | 1972年4月11日 - 1985年3月17日 |
| みてごらん                      | 1985年4月8日 - 1988年3月18日  |
| ピックンとアップン              | 1988年4月8日 - 1990年3月16日  |
| ともだちいっぱい しぜんとあそぼ | 1990年4月6日 - 1995年3月24日  |
| なんでもQ                       | 1995年4月13日 - 2004年4月2日  |
| しぜんとあそぼ                  | 1995年4月11日 - 2022年3月29日 |

## 数量をテーマとした番組
幼児向け「算数」番組。
番組によって異なるが、道徳・生活指導ジャンル同様にストーリー物が多く、ストーリー内で起こった問題を算数の知識で解決するというスタンスになっている。

数量・図形と言語教育を統合した番組もあり、『びっくりばこドン』や『ばくさんのかばん』は番組分類を「かず・ことば」としている資料もある。

本ジャンルの番組は1994年度を最後に一旦消滅するが、2002年度より復活。
同年度から開始した『ピタゴラスイッチ』は、複雑な仕掛けがなされているピタゴラ装置などで大人のファンも多く、20年以上続く長寿番組として現在も放送している。
番組一覧
| 番組名                        | 放送期間                      |
| ----------------------------- | ----------------------------- |
| よくみよう                    | 1966年4月8日 - 1972年3月17日  |
| びっくりばこドン              | 1972年4月8日 - 1980年3月15日  |
| ばくさんのかばん              | 1980年4月12日 - 1987年3月20日 |
| ピコピコポン                  | 1987年4月6日 - 1991年3月12日  |
| ともだちいっぱい かずとあそぼ | 1991年4月9日 - 1993年3月22日  |
| マホマホだいぼうけん          | 1994年4月4日 - 1995年4月7日   |
| ピタゴラスイッチ              | 2002年4月9日 - 放送中）       |

## 音楽番組
幼児向け「音楽」番組。
進行役のお姉さん・お兄さん・番組キャラクターなどが、番組オリジナル曲や既存の童謡の歌唱、音楽に合わせたダンス・体操・手遊び、身近な道具や楽器類を使った音遊びと演奏を行う。

進行フォーマットはスタジオショー形式、複数のコーナーによるバラエティ形式、物語に沿ったミニドラマ形式など、番組や年度により異なる。

2007年度改編の土曜枠終了に伴い廃止された。
最終年度となる2006年度には新番組として『あいのて』を開始するとともに、2005年度までの『うたっておどろんぱ!』は幼稚園・保育所番組枠から離れ、『うたっておどろんぱ!プラス』と改題し5分に短縮のうえ継続されたが、両番組とも年度いっぱいで終了した。
番組一覧
| 番組名                                      | 放送期間                      |
| ------------------------------------------- | ----------------------------- |
| リズムあそび                                | 1956年5月23日 - 1959年3月13日 |
| ドレミファ船長                              | 1963年4月11日 - 1966年3月17日 |
| なかよしリズム                              | 1966年4月8日 - 1988年3月10日  |
| プルプルプルン                              | 1988年4月4日 - 1990年3月17日  |
| ともだちいっぱい うたってあそぼ             | 1990年4月5日 - 1995年3月18日  |
| うたってオドロンパ                          | 1995年4月12日 - 1998年3月6日  |
| うたっておどろんぱ SING ALONG! DANCE ALONG! | 1998年4月10日 - 2001年3月9日  |
| うたっておどろんぱ!                         | 2001年4月13日 - 2006年3月18日 |
| あいのて                                    | 2006年4月15日 - 2007年3月31日 |

## 社会見学をテーマとした番組
幼児向け「社会科」番組。
1972年度より自然科学系番組と統合して『みんなのせかい』を開始。
空いた枠で数量番組『びっくりばこドン』を開始させた。
番組一覧
| 番組名         | 放送期間                      |
| -------------- | ----------------------------- |
| かっちゃん     | 1960年4月9日 - 1962年3月17日  |
| きたきたきたよ | 1962年4月10日 - 1966年3月14日 |
| いってみたいな | 1966年4月9日 - 1972年3月18日  |